# The Secret Between the Shadow and the Soul
The Secret Between the Shadow and the Soul ist ein Jazzalbum des Branford Marsalis Quartet. Die Aufnahmen entstanden 2018 im Alexander Theatre an der Monash University in Melbourne (Australien) und erschienen am 1. März 2019 bei Okeh Records.

## Hintergrund
Seit Mitte der 1980er-Jahre leitete Branford Marsalis verschiedene Ausgaben seines Quartetts und veröffentlichte eine Reihe von  Alben wie Random Abstract, Crazy People Music und Braggtown, die nach Ansicht von Matt Collar alle seine Liebe zum swingenden akustischen Jazz und zum Zusammenspiel in dynamischen Gruppen zum Ausdruck bringen. Nach den Four MFs Playin’ Tunes (2012) und Upward Spiral (2016, mit Kurt Elling) spielte der Saxophonist erneut mit seinem Quartett, dem der Pianist Joey Calderazzo, der Bassist Eric Revis und der Schlagzeuger Justin Faulkner (der Jeff Tain Watts 2009 ersetzte) angehören.
Das Album enthält jeweils zwei Stücke von Bassist Eric Revis und Pianist Joey Calderazzo sowie ein weiteres von Andrew Hill (Shake Hip Waltz) und von Keith Jarrett (The Windup).

## Titelliste

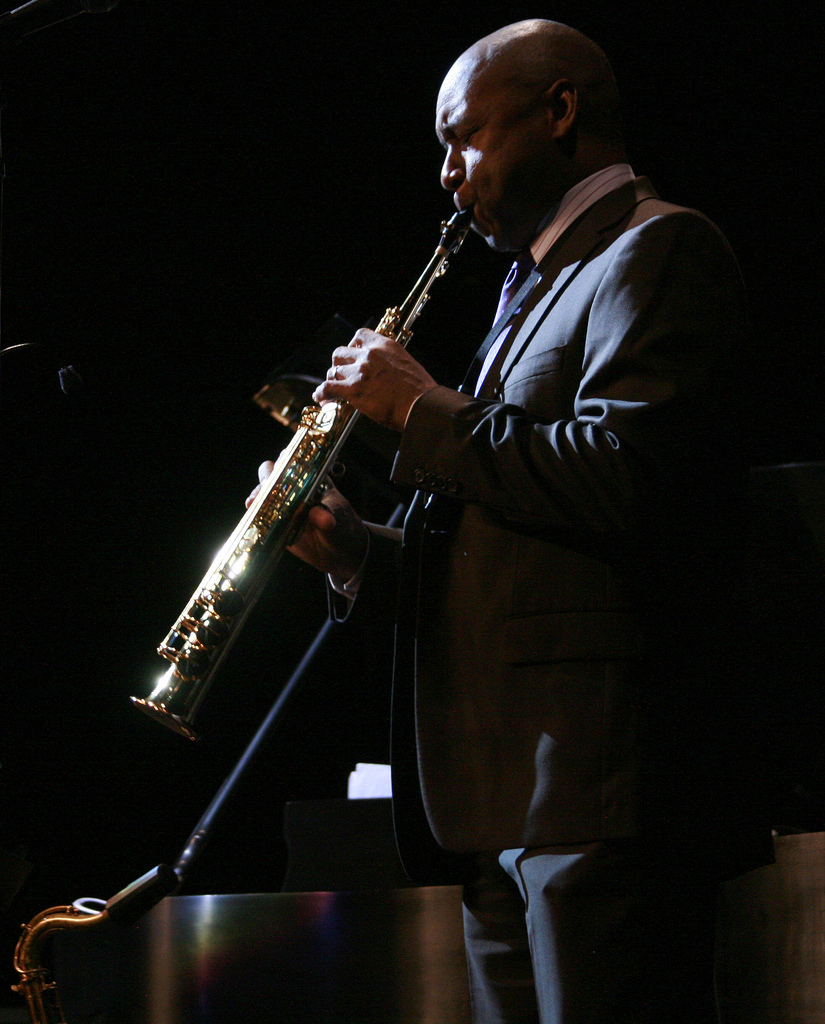
Branford Marsalis 2011

- Branford Marsalis Quartet: The Secret Between the Shadow and the Soul (Marsalis Music 19075914032)
  1. Dance of the Evil Toys (Eric Revis) 8:23
  2. Conversation Among the Ruins (Joey Calderazzo) 8:46
  3. Snake Hip Waltz (Andrew Hill) 5:51
  4. Cianna (Joey Calderazzo) 7:32
  5. Nilaste (Eric Revis) 10:15
  6. Life Filtering From the Water Flowers (Branford Marsalis) 9:00
  7. The Windup (Keith Jarrett) 12:30

## Rezeption
The Secret Between the Shadow and the Soul erhielt 2019 eine Grammy-Nominierung in der Kategorie Best Jazz Instrumental Album. Marsalis erhielt außerdem eine weitere Grammy-Nominierung für sein Solo in The Windup in der Kategorie Bestes improvisiertes Jazz-Solo.
Das Album erhielt urchweg positive Rezensionen; Dave Gelly vergab an das Album im Guardian vier Sterne; seiner Ansicht nach findet Marsalis im klassischen Jazz-Format von Saxophon, Klavier, Bass und Schlagzeug „eine unendliche Inspirationsquelle, und im Laufe der Jahre hat das Quartett eine Art Gruppengeist entwickelt.“ Nur eine dieser sieben Stücke auf dem Album ist eine Komposition von ihm; es sei ein Stück, das von stiller Kontemplation zu wilder Animation und wieder zurück wechselt. Bei allen Stücken scheine es „eine Art Familienähnlichkeit“ zu geben; obwohl die Form ziemlich frei ist, sei jede Instrumentalstimme klar definiert und zielgerichtet. Marsalis und Calderazzo spielen mit außergewöhnlicher Delikatesse und die Technik ist umwerfend.
Matt Collar gab dem Album im AllMusic 4½ (von fünf) Sterne und schrieb, „der Saxophonist bringt eine ausdrucksstarke Reife mit einem anhaltenden Sinn für Spaß in Einklang.“ Ed Enright schrieb in Down Beat, Branford Marsalis hätte auf Tenor- und Sopransaxophon noch nie besser geklungen; The Secret Between the Shadow and the Soul zeichne sich durch musikalische Raffinesse, Zusammenhalt und Inklusivität aus. „Offensichtlich haben diese langjährigen Bandkollegen zusammen ein neues Plateau erreicht. Marsalis, immer ein starker Geschichtenerzähler, spielt mit enormer Überzeugung und manipuliert geschickt seine Klangpalette, um eine Reihe von Emotionen in die sieben Stücke zu zaubern. Nach Ansicht des Autors steht das Quartett als Vorbild für Abenteuerlust und Engagement. Unter der Regie von Marsalis wird bei ihrer Herangehensweise an das Schreiben und Improvisieren zuerst die Melodie und der Rhythmus betont, wobei die Harmonie bei jedem Stück eine weniger bestimmende Rolle spielt. Die daraus resultierende Musik ist hart und hält wenig zurück, da sie die vielen Stimmungen, die dieses Quartett zu bieten hat, selbst in den besinnlicheren Momenten durchdringt.“

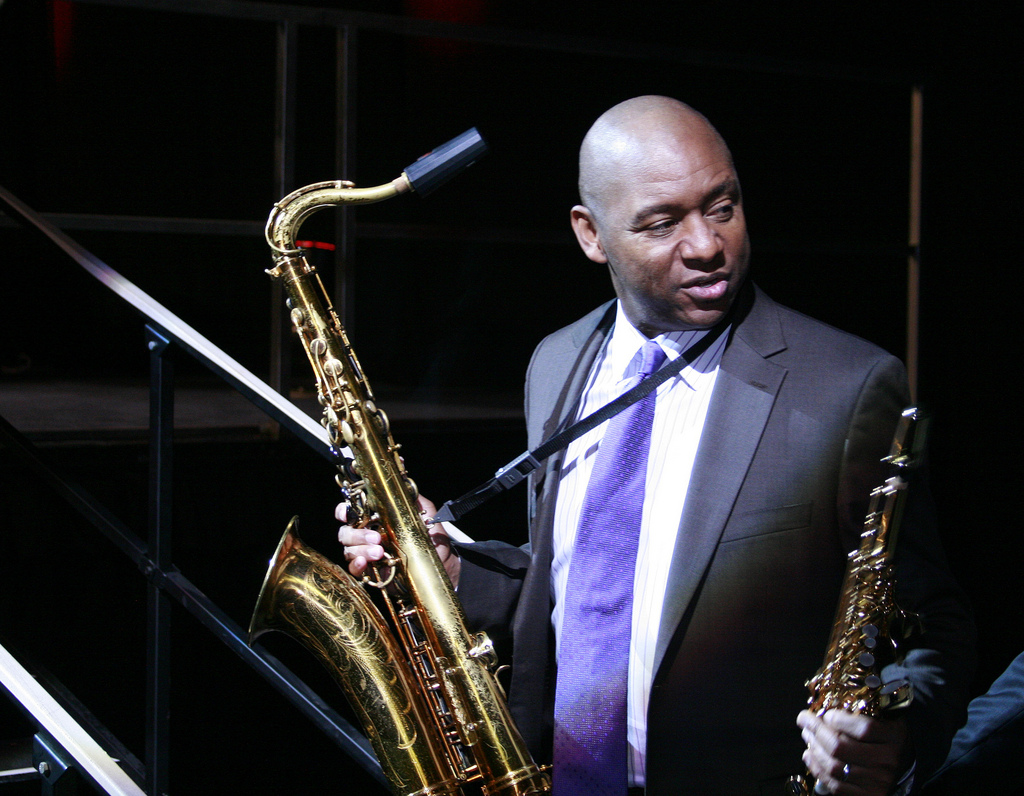
Branford Marsalis beim World Youth Peace Summit in West Hartford, CT (2011)

Mike Jurkovic rezensierte das Album in All About Jazz und gab ihm 4½ (von fünf) Sterne; Calderazzos beredte flüssige Ballade Conversation Among the Ruins nehme die gesamte äußere Energie von Dance of the Evil Toys auf und drehe sie mit fast klassischen Texturen nach innen, bis Marsalis’ düsteres, nachdenkliches Solo die Melodie zu ihrem üppigen Abschluss bringt. Andrew Hills rollender Snake Hip Waltz werde hier eigenwillig überarbeitet, um die drei Taktphrasen der Melodie in einen köstlichen, ungewöhnlichen Bayou-Swing zu verwandeln. Während alle vier Spieler fest an der Überzeugung festhalten, dass Macht Emotionen erzeugt, bricht die Dunkelheit zusammen, um die dynamische Peristaltik von Nilaste, eine Komposition von Eric Revis, zu beleuchten. „Marsalis führt hierher, bricht, taumelt, fällt von der Schallwand, damit Calderazzo den Raum durchstreifen und die Landschaft erkunden kann, während Revis und Faulkner langsam die rhythmische Hitze hinter sich aufdrehen.“ Marsalis’ einzige Komposition auf dem Album, das reflektierende Life Filtering from the Water Flowers, bilde die perfekte Kulisse für den Angriff des Quartetts auf Keith Jarretts The Windup (von dessen Album Belonging von 1974). Das Quartett, vor allem Calderazzo und Marsalis, jongliere freudig mit der gleichen Energie und Dringlichkeit, mit der das Album eröffnet wurde, „und schließt den Kreis, um das zu schaffen, was sich leicht beweisen lässt eine der besten und beständigsten Jazz-Outings des Jahres 2019 zu sein.“
Nach Ansicht von Mike Collins (London Jazz News) sei Marsalis zwar der Bandleader, aber es bestehe kein Zweifel, dass alle vier Mitglieder des Quartetts wesentliche Bestandteile sind. In dieser Version sei es gelungen, einen Teil der Alchemie einzufangen, die stattfindet, wenn sie im Zusammenspiel erzeugt werde. Es ist auf abwechslungsreiche Art eine aufregende und anregende Fahrt. Nach Ansicht des Autors sei diese langjährige Besetzung des Quartetts fest in der reichen Geschichte und Sprache des Jazz verankert.
Chris Pearson (The Times) zitiert Marsalis, der sagte, dass die Zusammenarbeit mit dem Sänger Kurt Elling in Upward Spirals ihn melodischer gemacht habe. Das sei er sicherlich, so der Autor, aber die Fülle an Melodien trage auch zu seiner Intensität bei. Elliot Marlow-Stevens lobte im Jazz Journal: „Das Quartett von Marsalis, das von melodischen Kompositionen über wilde Improvisationen bis hin zu traditionellen und modernen Kompositionen reicht, beweist außerordentliches Können und Kreativität und ist eine Freude beim Hören.“ Nach Ansicht des Autors ist es insgesamt ein großartiges Album, das Klassik und Moderne mit Können und Können verbinde.